# Miguel Ángel Morán Aquino
Miguel Ángel Morán Aquino nació el 25 de mayo de 1955 en el cantón Nancintepeque, del caserío Esquipulas, en Santa Ana.

## Biografía
El 25 de julio de 1981 recibió su diaconado y el presbiterado el 5 de diciembre del mismo año, en la parroquia San Pedro Apóstol, de Metapán.
Obtuvo una licenciatura en Teología Dogmática en Roma, Italia, tras lo cual regresó a El Salvador y colaboró con el Seminario San José de la Montaña, en San Salvador.
El 2 de septiembre de 2000 fue nombrado obispo de la Diócesis de San Miguel, mientras que el pasado 9 de febrero de 2016, el papa Francisco lo nombró en el cargo de Obispo de la Diócesis de Santa Ana.